# Tro det om du vill
Tro det om du vill är ett studioalbum från 1990 av det svenska dansbandet Tonix.

## Låtlista
1. Man lär så länge man lever (Karin Ljung)
2. Vid min barndoms grind (Martin Klaman-Hans Skoog)
3. Tro det om du vill (Karin Ljung)
4. It must have been love (Per Gessle)
5. En het puls av rock 'n'roll (Lars Moberg-Christer Lundh)
6. Vägen hem till dej (Martin Klaman-Hans Skoog)
7. En dans på rosor (Rose garden) (Joe South-Stig Andersson)
8. Pretty woman (Roy Orbison-Bill Dees)
9. Melodin om dej och mej (Martin Klaman-Hans Skoog)
10. Allt vad du vill ha (Martin Klaman-Keith Almgren)
11. En liten fågel (Martin Klaman-Keith Almgren)
12. Perfida (Alberto Dominquez)
13. Platters Medley

- Smoke gets in your eyes, The Great Pretender, Twilight time, Only you
- (J.Kern-O.Harbach-B.Ram-M.Nevins-A.Dunn-A.Rand)